# جون ديوك
جون ديوك (بالإنجليزية: John Duke)‏ (24 أغسطس 1830 في المملكة المتحدة - 7 نوفمبر 1890) هو لاعب كريكت بريطاني (وحمل سابقاً جنسية المملكة المتحدة لبريطانيا العظمى وأيرلندا).

## وصلات خارجية
- جون ديوك على موقع إي آس بي آن كريك إنفو (الإنجليزية)